# Aristóbulo del Valle
Aristóbulo del Valle (Dolores, 15 de marzo de 1845 - Buenos Aires, 29 de enero de 1896) fue un abogado, coleccionista de arte y político argentino, fundador junto con Leandro N. Alem de la Unión Cívica.

## Biografía
Aristóbulo del Valle nació el 15 de marzo de 1845, en la localidad bonaerense de Dolores. Su madre era Isabel Valdivieso Correa, su padre era el coronel Narciso del Valle, que había sido Edecán de Juan Manuel de Rosas.
Egresado del que más tarde sería el Colegio Nacional de Buenos Aires, Del Valle inició la carrera de abogacía en la Universidad de Buenos Aires. Pero, y tal como lo hicieron muchos civiles de su generación, interrumpió sus estudios universitarios para alistarse en calidad de voluntario para luchar en el Paraguay durante la guerra de la Triple Alianza. Para ello, del Valle se ofreció en uno de los batallones de infantería formados en Buenos Aires.
A su regreso del frente de combate, Del Valle se graduó de abogado y, atraído por el carisma y el creciente prestigio de Adolfo Alsina ingresó a las filas del Partido Autonomista, contemporáneamente con Leandro Alem, provenientes ambos de hogares de notoria filiación rosista.
Fue diputado constituyente en la Convención Constituyente de la provincia de Buenos Aires en el año 1870. En 1872 fue electo como diputado provincial conjuntamente con Lagos García, Norberto Quirno Costa, Alem y Carlos Pellegrini. Dos años después, Alsina auspició las candidaturas a diputados nacionales de Pellegrini, del Valle y Alem, quienes luego de obtener su banca, juraron entre los meses de julio y agosto de 1874. Del Valle posteriormente renunció como diputado nacional para hacerse cargo del Ministerio de Gobierno durante las gestiones al frente de la gobernación bonaerense del coronel Álvaro Barros, en primer lugar, y luego de Carlos Casares. En 1876 la Asamblea Legislativa de la provincia de Buenos Aires eligió a Del Valle senador nacional. En ese año también abrió su estudio de abogado junto a Mariano Demaría. 
En 1877, en oposición a la política de la Conciliación de los Partidos que proponían el presidente Nicolás Avellaneda y Adolfo Alsina con Bartolomé Mitre, Del Valle, junto a otros dirigentes autonomistas como Alem, Pellegrini, Roque Sáenz Peña, Lucio Vicente López y otros, se separaron del Partido Autonomista para fundar el Partido Republicano. En diciembre de ese año, el Partido Republicano presentó la fórmula Aristóbulo del Valle-Leandro Alem para la elección de gobernador en la Provincia de Buenos Aires, siendo derrotados por la fórmula de la Conciliación de los Partidos integrada por Carlos Tejedor y José María Moreno.
Hacia 1879, con miras a las elecciones presidenciales del año siguiente y luego del fallecimiento de Alsina a finales de 1878, el Partido Republicano se reintegró a las filas del autonomismo pero el partido se dividió en diferentes tendencias según a quien apoyaban los diversos dirigentes para la presidencia de la Nación. La primera tendencia liderada por Alem, apoyó a Bernardo de Irigoyen, mientras que la otra, apoyada por Del Valle, sostuvo la candidatura presidencial de Domingo Faustino Sarmiento. Finalmente, el día 11 de abril de 1880 se llevaron a cabo las elecciones, en las cuales Avellaneda apoyó sustancialmente a su ministro de guerra, el general Julio Argentino Roca. La candidatura de Carlos Tejedor, a la sazón gobernador de Buenos Aires,
solo venció en esta última provincia y en Corrientes. El resto del país apoyó a Roca. No aceptando Buenos Aires el resultado de las elecciones, tuvo inicio una guerra civil y Del Valle se solidarizó con Avellaneda, presidiendo el Senado desde la entonces localidad de Belgrano.
Sarmiento, que no pudo alcanzar su sueño de una segunda presidencia, renunció a la dirección del diario El Nacional, siendo reemplazado por Del Valle y Miguel Cané. En los últimos meses de la presidencia de Avellaneda, el viejo Partido Autonomista se dividió definitivamente, estableciéndose el Partido Autonomista Nacional, del cual Del Valle fue parte integrante, al igual que Alem; pero, poco tiempo después, Leandro Alem terminó renunciando a aquel partido, algo que también hizo Del Valle al cabo de algunos años. Durante el período en que Del Valle presidió el Senado, se planteó y posteriormente se dispuso la federalización de Buenos Aires. 
Del Valle se desempeñó hasta su muerte como destacado Profesor de Derecho Constitucional en la Facultad de Derecho de la Universidad de Buenos Aires. Sus clases llegaron a hacerse famosas en la ciudad, pues congregaban a estudiantes, intelectuales y personas ajenas a la Universidad que querían oír sus reflexiones. Definió a la asignatura como: "la parte del derecho público que se ocupa de la organización del gobierno y de las relaciones de éste con los individuos sometidos a su autoridad."

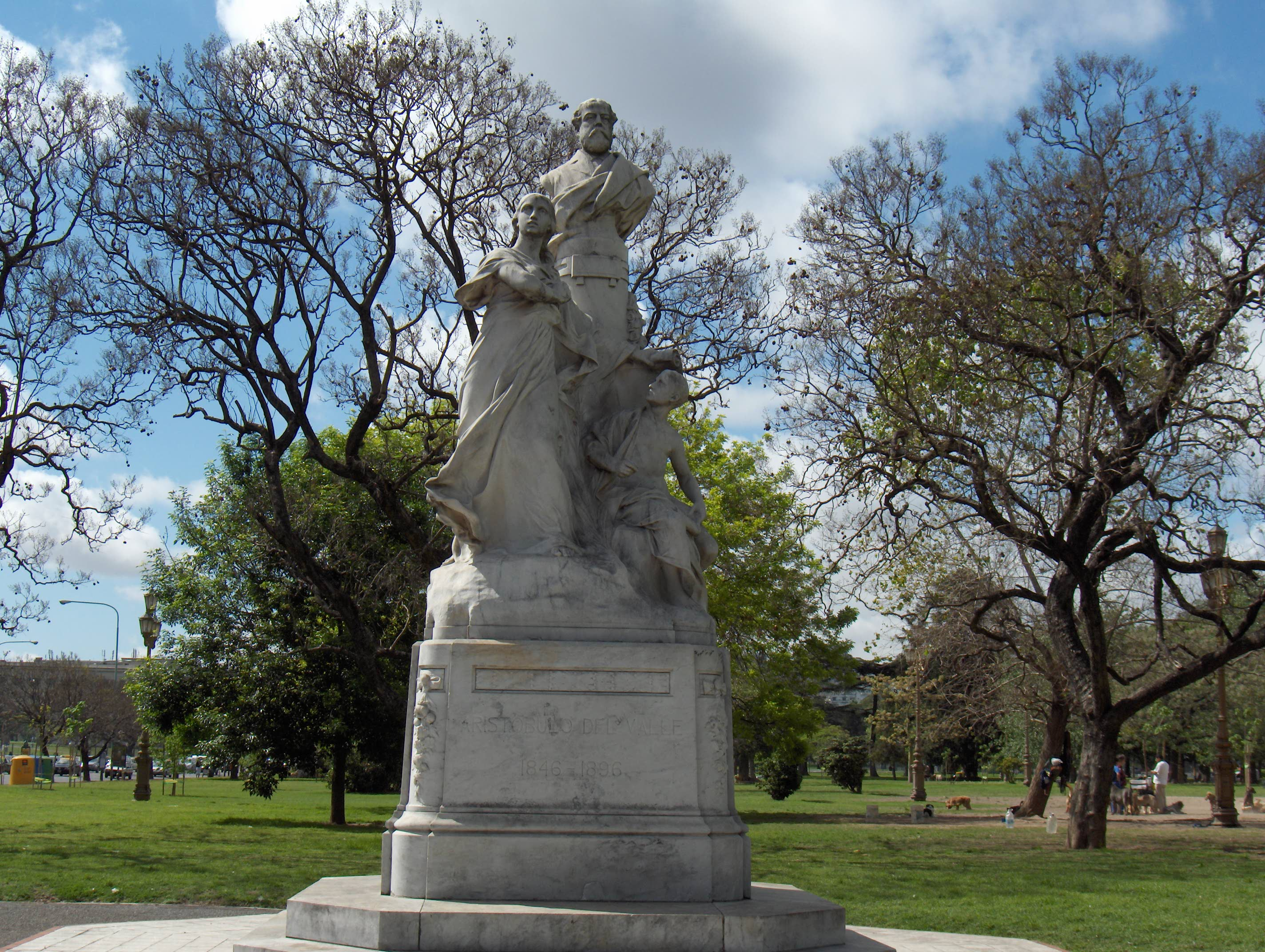
Monumento a Aristóbulo del Valle, en la ciudad de Buenos Aires.

En 1889 fue uno de los fundadores de la Unión Cívica. En 1890 participó de los movimientos políticos para desprestigiar y derrocar al presidente Miguel Juárez Celman. El 29 de mayo de 1890, Aristóbulo del Valle, desde su cargo de senador nacional por parte de la Provincia de Buenos Aires, denunció en el Congreso la emisión de papel moneda clandestina por parte del gobierno nacional, señalando que era ésta la causa principal de la gravedad que había alcanzado la crisis. La denuncia de Del Valle tuvo un gran impacto en la opinión pública y se mantendría durante los meses siguientes profundizando el desprestigio del gobierno. Poco después fue uno de los principales organizadores de la Revolución del Parque, de cuya Junta Revolucionaria fue miembro, junto con Leandro Alem. Ante la derrota de la revolución, Del Valle se vio obligado a renunciar al Senado el 31 de julio de 1890, pero fue reelegido el año siguiente.
En 1891, al dividirse la Unión Cívica, Del Valle renunció a su cargo como senador nacional (al que había accedido en mayo) y abandonó la política activa debido a la frustración que le provocó la misma, aunque simpatizaba con el ala radical de Alem. Durante la presidencia de Luis Sáenz Peña (1892-1895) fue convocado a desempeñar el Ministerio de Guerra con funciones extraordinarias cercanas a un primer ministro, con el fin de dar sustento a un gobierno débil. En esas circunstancias Aristóbulo del Valle organizó con Hipólito Yrigoyen la Revolución de 1893 en la que, debido a su cargo de Ministro de Guerra, le tocó desempeñar un papel crucial. El plan de Aristóbulo del Valle era, ante el levantamiento en armas de la Unión Cívica Radical, decretar la intervención de la provincia de Buenos Aires para garantizar elecciones libres, condiciones en las que era por demás conocido que triunfaría la UCR. El plan falló debido a la resistencia del Congreso a aprobar la intervención. Aristóbulo del Valle pudo entonces, debido a su posición en el gobierno, dar un golpe de Estado y definir favorablemente el curso de la revolución, como le pedía Leandro Alem. Pero sus fuertes convicciones legales lo llevaron a rechazar esa opción, aún a costa de un nuevo fracaso de la revolución. El 13 de agosto, Del Valle y los ministros que habían llegado al gobierno con su persona renunciaron a sus cargos y se retiraron de la Casa de Gobierno, mientras recibían aclamaciones por parte del público reunido en la Plaza de Mayo.
Su experiencia ministerial durante la presidencia de Luis Sáenz Peña fue su último cargo público. A causa de su frágil estado de salud, afectado por la diabetes y la insuficiencia cardíaca, Aristóbulo del Valle falleció en su oficina en la Facultad de Derecho el 29 de enero de 1896, a los 50 años de edad.
En el funeral de Del Valle hablaron Alem, entre lágrimas y con la voz cortada. También realizaron discursos Miguel Cané, Lisandro de la Torre (con quien Del Valle mantuvo también una estrecha relación personal y política), Tomás Le Bretón, como representante de la juventud de la Unión Cívica Radical, Carlos Rodríguez Larreta y Eduardo Guido. Sus restos se hallan sepultados en el Cementerio de la Recoleta de esta última ciudad, a pocos metros del Panteón a los Caídos en la Revolución del Parque.
Pocos meses después de su muerte, Leandro Alem se suicidó.